# Mordecai Roshwald

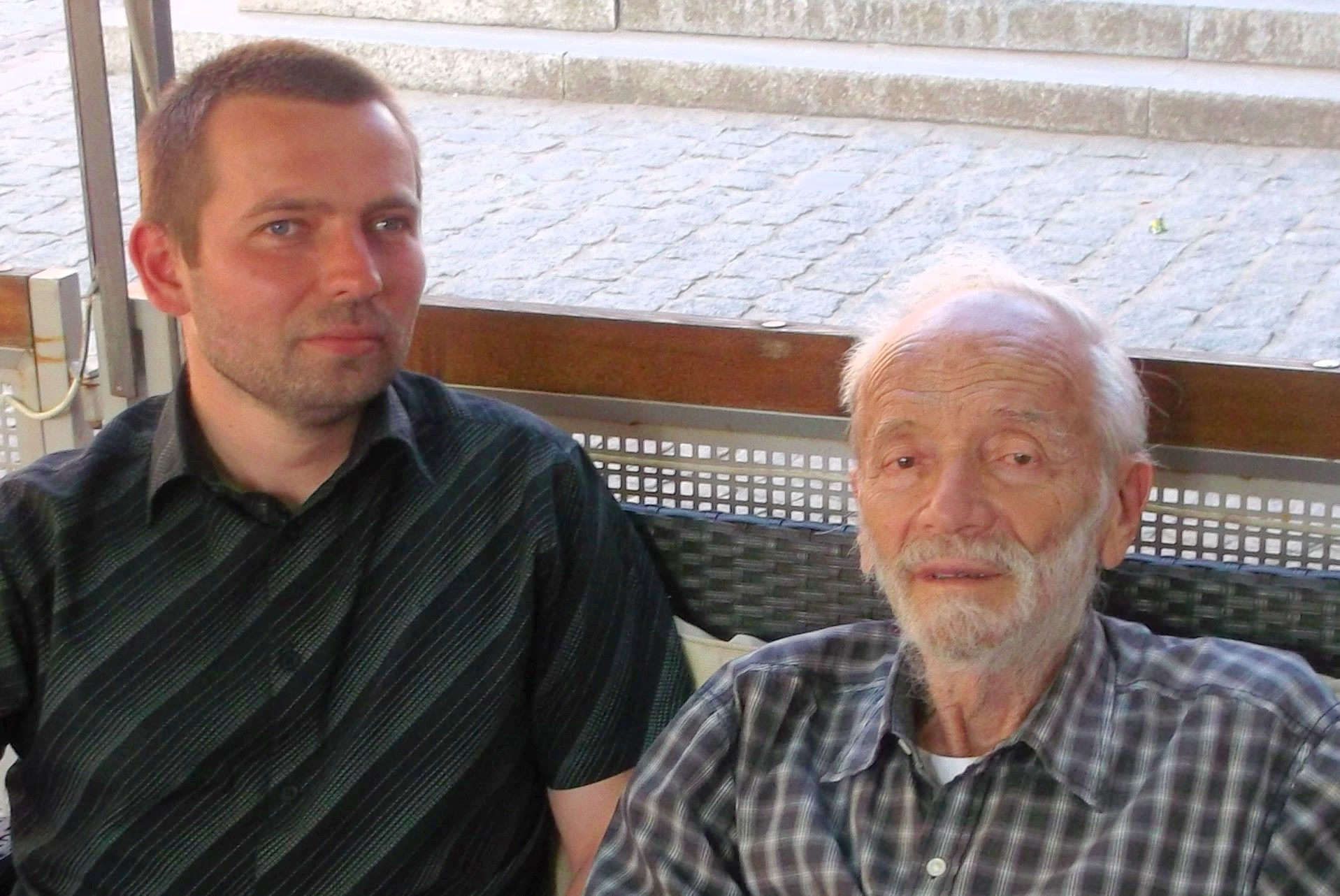
Prof. Mordecai Roshwald w towarzystwie Dawida Junga (2013)

Mordecai Roshwald (ur. 26 maja 1921 w Drohobyczu, zm. 19 marca 2015) – izraelski i amerykański pisarz i filozof żydowskiego pochodzenia urodzony w Polsce, profesor Uniwersytetu w Minnesocie.

## Życiorys
Od trzeciego roku życia mieszkał we Lwowie. Mając trzynaście lat wraz z rodzicami i dwiema starszymi siostrami wyemigrował do Palestyny.
Ukończył gimnazjum w Tel Awiwie. Studiował na Uniwersytecie Hebrajskim w Jerozolimie, gdzie był uczniem słynnego filozofa i badacza chasydyzmu, prof. Martina Bubera. W Jerozolimie studiował filozofię, historię i socjologię.
W 1942 r. obronił tytuł magistra, pięć lat później uzyskał tytuł doktora, następnie, wraz z żoną przeniósł się do Stanów Zjednoczonych, gdzie do 1982 r. był profesorem na Uniwersytecie w Minnesocie. Wykładał również w Izraelu, Wielkiej Brytanii, Kanadzie i Tajwanie.

## Ważniejsze publikacje
- Humanism le-ma’ase (po hebrajsku, Tel Awiw, 1947), przekład londyński w 1955 r.
- Adam wechinucho (Wychowanie Człowieka, rozprawa filozoficzna, Tel Awiw, 1954 r.)
- Poziom 7 (powieść science fiction, Londyn 1959)
- A Small Arrmageddon (1962)
- Dreams and Nightmares: Science and Technology in Myth and Fiction (2008)